# Roques-Hautes
Roques-Hautes ist eine ehemalige französische Gemeinde im Département Bouches-du-Rhône. Heute gehört sie zur Gemeinde Beaurecueil.

## Geografie
Roques-Hautes liegt im Norden der heutigen Gemeinde Beaurecueil.  Die Siedlung befindet sich an der D17. Von dort aus beginnt ein Weg zur Croix de Provence, einem Kreuz fast auf der Gipfelhöhe der Montagne Sainte-Victoire. Dort befindet sich auch der Forêt Départementale de Roques-Hautes, ein größeres Waldgebiet der Montagne Sainte-Victoire. Seine Fläche beträgt knapp 650 Hektar. Er beherbergt einige vorgeschichtliche Fundstätten. Roques-Hautes wird von einem römischen Aquädukt passiert.

## Bestand
Ursprünglich war Roques-Hautes ein von Le Thoronet abhängiger Weiler. 1790 wurde Roques-Hautes eine eigenständige Gemeinde. Deren Fläche wurde auf 373 Hektar beziffert. Sie gehörte zunächst zum Kanton Vauvenargues, ab 1801 zum Kanton Trets und zum Arrondissement Aix. 1827 wurde Roques-Hautes nach Beaurecueil eingemeindet.
Bevölkerungsentwicklung:
| Jahr      | 1793 | 1800 | 1806 | 1821 |
| Einwohner | 37   | 49   | 43   | 48   |